# Greencard
Et greencard er en ordning, der giver en udlænding arbejds(søgnings)relateret opholdstilladelse i et land.
I Danmark administreres greencard-ordningen af Udlændingestyrelsen, der har et pointsystem, som afvejer uddannelse, joberfaring og alder.